# 凱文·基利 (政治家)
凯文·帕特里克·基利（英語：Kevin Patrick Kiley，1985年1月30日—）是一位美国政治人物、律师，自2023年起担任加利福尼亞州第三國會選區聯邦眾議員。

## 美国众议院
2021年12月29日，基利宣布将竞选加利福尼亚州新重新划定第三国会选区议员，该选区包括因约、萨克拉门托、莫诺、阿尔派恩、埃尔多拉多、普莱瑟、内华达、塞拉、尤巴和普卢马斯的全部或部分地区县。

### 委员会的任务
第118届国会：
- 教育和劳动力委员会
  - 幼儿、中小学教育小组委员会
  - 劳动力保护小组委员会（主席）
- 司法委員會
  - 法院、知识产权和互联网小组委员会
  - 犯罪和联邦政府监视小组委员会
  - 宪法和有限政府小组委员会

### 核心小组成员
共和黨研究委員會

## 外部連結
- 官方网站
- C-SPAN內的頁面（英文）
- Campaign website （页面存档备份，存于）
- Kevin Kiley at ballotpedia.org （页面存档备份，存于）
- Join California Kevin Kiley （页面存档备份，存于）
- 美國國會國家人物傳記大辭典中的傳記
- 由華盛頓郵報維護的投票記錄
- 智慧投票计划中的傳記、投票紀錄及利益集團評級
- 聯邦選舉委員會中的競選財務報告和數據